# Quadre di Brescia

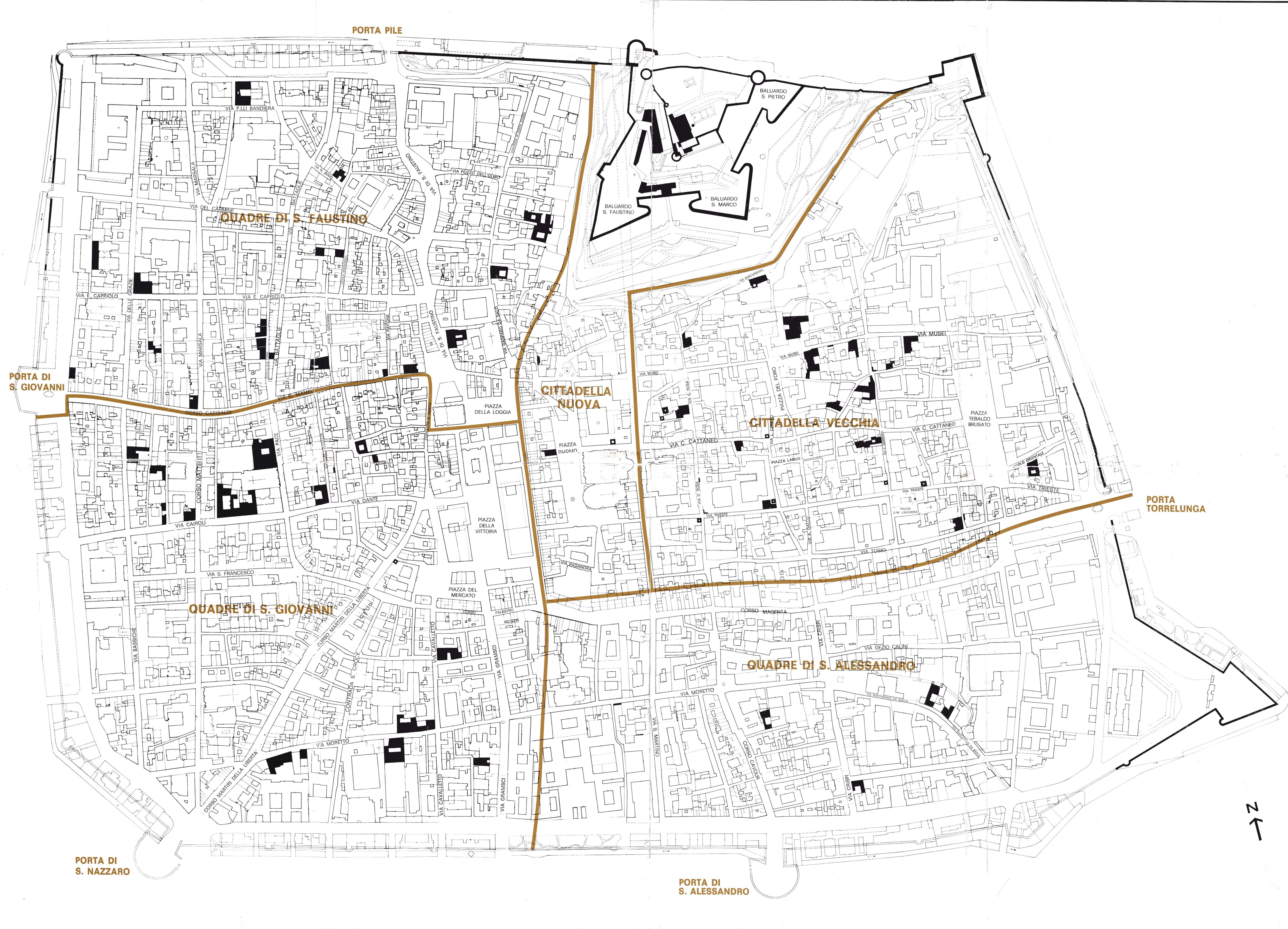
Mappa del centro storico della città con i confini delle cinque quadre

Le quadre di Brescia sono i settori in cui, anticamente, era suddivisa la città di Brescia all'interno del profilo delle mura cittadine, territorio oggi definibile come centro storico di Brescia. Si trattava di una ripartizione di tipo principalmente civico e amministrativo, che permetteva di operare in modo focalizzato sulla città: a diverse quadre corrispondevano, ad esempio, diverse percentuali di tasse da versare al comune o diversi uffici a cui far capo sempre in campo amministrativo.
Ogni quadra era, al suo interno, ulteriormente ripartita in altre tre-quattro quadre minori per affinare la suddivisione del territorio urbano. Le varie quadre principali erano più o meno indipendenti dal punto di vista di gestione urbanistica, anche in fatto di approvvigionamento idrico, con il controllo e la manutenzione dei canali e dei corsi d'acqua. All'utilizzo civile delle quadre si affiancò presto anche quello religioso: ogni quadra era caratterizzata da una parrocchia principale a cui tutte le altre chiese della medesima quadra facevano capo.
Con il passare del tempo e con il consolidamento dei confini delle varie ripartizioni, si può trovare fra il Quattrocento e il Cinquecento una definitiva spartizione della città in cinque quadre principali. L'elenco delle quadre procede in senso di "lettura" della mappa della città, da sinistra verso destra e dall'alto in basso.
La ripartizione del territorio comunale in quadre non è più applicata. La zona del centro storico è suddivisa in tre quartieri, ossia: Brescia Antica, Centro Storico Nord e Centro Storico Sud. Il primo quartiere raggruppa al suo interno la Cittadella nuova, la Cittadella vecchia e la quadra di Sant'Alessandro, mentre l'area degli altri due corrisponde ancora oggi, rispettivamente, alla quadra di San Faustino e alla quadra di San Giovanni.

## Quadra di San Faustino
La quadra di San Faustino comprendeva l'area nord-ovest della città contenuta nel profilo murario: proprio le mura, difatti, ne costituivano il profilo nord e ovest. A est, il confine correva lungo il castello fino a porta Bruciata, terminando pochi metri dopo nell'angolo sud-est di piazza della Loggia. Seguiva poi i Monti di Pietà fino all'attuale Corsetto Sant'Agata, quindi svoltava a nord per pochi metri e tornava verso le mura lungo corso Garibaldi. Confinava a est con la Cittadella nuova e a sud con la quadra di San Giovanni. La quadra coincide con il "quartiere" Carmine, che prende il nome dall'omonima chiesa qui contenuta, e rappresenta quindi la zona "popolare" della città, impostata sul caratteristico e intricato impianto medievale. Non è l'area più antica della città, ma contiene numerose opere di altissimo valore storico, fra le quali spicca, e dà il nome alla quadra, la chiesa patronale della città, dedicata ai santi Faustino e Giovita. In particolare, si ricordano la chiesa di San Giuseppe, da sempre luogo di sepoltura delle grandi personalità bresciane in campo musicale, la nominata chiesa dei Santi Faustino e Giovita, la chiesa patronale della città contenente le reliquie dei due martiri, la chiesa di San Giorgio, molto antica, oggi trasformata in teatro per eventi culturali ma ancora consacrata, la chiesa di Santa Maria del Carmine, fra le più importanti dal punto di vista devozionale nel panorama cittadino e la chiesa di Santa Maria delle Grazie, un doppio capolavoro artistico, di barocco nella chiesa e di neogotico nel santuario annesso.

## Cittadella nuova
La Cittadella nuova era la "quadra del potere" della città: qui erano (e sono tuttora) concentrate le sedi del potere civico e religioso. Il confine lambiva l'intero corpo del castello a ovest fino a porta Bruciata, proseguendo poi lungo l'attuale via Dieci Giornate fino a porta Paganora, oggi l'intersezione fra la detta via e corso Zanardelli. Svoltava quindi a est, appunto lungo il corso, ma solo per pochi metri e all'incrocio con l'odierna via Mazzini puntava nuovamente a nord, nuovamente fino al castello e seguendone la base (via Castello) fino alle mura settentrionali. Confinava a ovest con la Cittadella vecchia, a sud con la quadra di Sant'Alessandro e a est con entrambe le quadre di San Giovanni e San Faustino. Ha sempre avuto un'estensione molto limitata, anche perché per più della metà occupata dal rilievo del colle Cidneo e dal relativo castello: rappresenta, difatti, la quadra più piccola fra le cinque principali. Nei suoi confini, come detto, sono comunque radunati i più importanti luoghi del potere civico e religioso di epoca medievale, cioè il Broletto, sede del comune e dei Visconti prima della costruzione del palazzo della Loggia, il castello, la roccaforte cittadina per eccellenza, il Duomo nuovo e il Duomo vecchio, le due grandi e importanti cattedrali cittadine, e poche altre chiese minori, ovvero il santuario di San Faustino in Riposo, molto antico e caratteristico, e la chiesa di Sant'Agostino.

## Cittadella vecchia
La Cittadella vecchia era il settore più antico della città, rappresentante quasi completamente l'estensione dell'originaria Brixia romana, la quale in realtà si sviluppava sull'area di entrambe le cittadelle, la nuova e la vecchia, congiunte. Completamente chiusa a est dalle mura urbiche, il contorno seguiva a nord il profilo del colle Cidneo, quindi correva lungo l'odierna via Mazzini e tornava verso le mura proseguendo verso est lungo l'attuale Corso Magenta. Confinava a ovest con la Cittadella nuova e a sud con la quadra di Sant'Alessandro.

## Quadra di San Giovanni
La quadra di San Giovanni comprendeva tutto il blocco sud-ovest della città murata e, con ben sei quadre minori interne, rappresentava il settore cittadino più grande. Era riconducibile a un quadrato, delimitato a sinistra e in basso (cioè a ovest e a sud) dalle mura urbiche, in alto (a nord) da Corso Garibaldi, un tratto di Corsetto Sant'Agata e il fianco sud di Piazza della Loggia e a destra (a est) dalla linea stradale composta da via Dieci Giornate, corsia del Gambero, così chiamata per la presenza dell'antico albergo del Gambero (con annessa piazza Bruno Boni) fino alle mura. Confinava a nord con la quadra di San Faustino e a ovest con la Cittadella nuova e la quadra di Sant'Alessandro. Contiene numerosi edifici religiosi, ma meno di quanti ne ospiti la Cittadella vecchia.

## Quadra di Sant'Alessandro
La quadra di Sant'Alessandro comprende la bassa e lunga fetta sud-est del centro cittadino, delimitata a ovest dalla già citata corsia del Gambero e a nord da corso Magenta per tutta la sua estensione, da Corso Zanardelli fino a piazzale Arnaldo. Confinava a nord sia con la Cittadella vecchia sia con quella nuova e a ovest con la quadra di San Giovanni.